# Cedar Mills
Cedar Mills é uma cidade localizada no estado americano de Minnesota, no Condado de Meeker.

## Demografia
Segundo o censo americano de 2000, a sua população era de 53 habitantes.
Em 2006, foi estimada uma população de 55, um aumento de 2 (3.8%).

## Geografia
De acordo com o United States Census Bureau tem uma área de
1,1 km², dos quais 1,1 km² cobertos por terra e 0,0 km² cobertos por água. Cedar Mills localiza-se a aproximadamente 335 m acima do nível do mar.

## Localidades na vizinhança
O diagrama seguinte representa as localidades num raio de 24 km ao redor de Cedar Mills.